# Seyneb Saleh
Seyneb Nesha Saleh (Aalen, Baden-Wurtemberg, 25 de diciembre de 1987) es una actriz alemana de cine, televisión y teatro.

## Biografía
Seyneb Nesha Saleh nació el 25 de diciembre de 1987 en Aalen, Baden-Wurttemberg. Es hija de padre iraquí y madre alemana. Vivió dos años en Casablanca, Marruecos donde asistió a una escuela estadounidense, se crio principalmente en Alemania.
Estudió actuación de 2008 a 2012 en la Universidad de las Artes de Berlín y recibió una beca de la Fundación de Becas Académicas Alemanas Studienstiftung des deutschen Volkes en 2010.

## Carrera
Durante sus estudios de actuación, apareció en producciones teatrales en el Deutsches Theater de Berlín y en el Teatro Maxim Gorki. Activa en teatro, Saleh debutó en el cine en la película alemana de 2010 
Das rote Zimmer. Otros de sus créditos en cine incluyen películas como Offroad (2012), Die Lügen der Sieger (2014) y Mudo (2018). También ha actuado en las series de televisión Dogs of Berlin y Deutschland 86, ambas de 2018.

## Filmografía
- 2018 - Deutschland 86
- 2018 - Mute
- 2018 - Dogs of Berlin
- 2017 - Neda
- 2014 - Die Lügen der Sieger
- 2014 - Umsonst
- 2013 - Verbrechen
- 2012 - Offroad
- 2010 - Das rote Zimmer